# Nissan Almera
A Nissan Almera egy családi kisautó, amelyet a japán Nissan Motor Company, Limited gyártott 1995-től 2006-ig. Összesen 2 generációja van.

## Története
A gépjárművet Európában hívják Almerának. Japánban, az Amerikai Egyesült Államokban és Ausztráliában Pulsar, Sentra és Bluebird néven fut. Az autó egy családi kisautó, a Nissan Sunny leszármazottja. Két generáció létezik belőle: N15 (1995–2000) és N16 (2000–2006).

## Az első generáció (N15; 1995–2000)

### Első fázis (1995–1998)
Négy féle motorral jelentek meg:
- 1.4 Si GA14DE
- 1.6 SRi GA16DE
- 2.0 D CD20DE
- 2.0 GTi SR20DE (1996-tól, gyári kiegészítőkkel, illetve kiegészítők nélkül)

A típus teljes egészében Japánban készült. A szerelők bizakodóak, hiszen azt jósolják, hogy akár 400 000 km-t is tud vele menni az ember, ha rendesen karbantartja. Az N16-os típusról sajnos ez már nem mondható el. Az autó nagyon egyszerű formával jött ki a gyártói sorról. A legtöbb embert nem fogta meg a formavilága, hiszen egy teljesen egyszerű külsőt kapott.
A kétliteres GTi változat agresszív gyári külsőt kapott. Egy BMW M3-as stílusú küszöb spoiler, az első és a hátsó lökhárító kapott egy toldatot. Kapott továbbá egy keményebb felfüggesztést, elöl-hátul tárcsaféket.

### Második fázis (1998–2000)
A második fázisban az autó lökhárítójában  és a belsejében történtek apróbb változások. Egy laikus nem tudja megmondani egyből, hogy miket változtattak az autón. Az első fényszórókat síküvegesre cserélték, a hátsó lámpát egy kissé átszabták és osztottabb lett. A Gti verziónál fekete lett a fényszóró és az index (csak a japán és az ausztrál változatoknál)

## Fordítás
Ez a szócikk részben vagy egészben  a   Nissan Almera című angol Wikipédia-szócikk fordításán alapul.  Az eredeti cikk szerkesztőit annak laptörténete sorolja fel. Ez a jelzés csupán a megfogalmazás eredetét és a szerzői jogokat jelzi, nem szolgál a cikkben szereplő információk forrásmegjelöléseként.